# انگ-زانده
انگ-زانده (به آلمانی: Enge-Sande) یک شهر در آلمان است که در نوردفرایسلند واقع شده‌است.
 انگ-زانده  ۱٬۱۵۰ نفر جمعیت دارد.